# Ridge Racer
Ridge Racer — аркадная гоночная игра, разработанная и выпущенная компанией Namco для аркадных автоматов в 1993 году. Первая игра в одноимённой серии. В 1994 году была выпущена для игровой системы Sony PlayStation, где стала одной из игр стартовой линейки для всех регионов.
Ridge Racer разрабатывалась в течение восьми месяцев. Концепция игры основана на популярном в Японии виде автогонок, где участники соревнуются на горных трассах, используя технику дрифта на поворотах. Это была первая аркадная видеоигра с трехмерной графикой и текстурированием. Аппаратная платформа System 22 обеспечивала возможность наложения текстур и затенения по методу Гуро. Первая версия для домашних игровых систем вышла в Японии в 1994 году как один из стартовых проектов для PlayStation. В Северной Америке и Европе выпуск состоялся в 1995 году, также в качестве стартовой игры для этих регионов. В 1997 году Ridge Racer была переиздана в Японии в линейке PlayStation The Best, а также в сериях Greatest Hits и Platinum для Северной Америки и PAL-регионов соответственно. Ridge Racer внесла значительный вклад в успешный запуск PlayStation, обеспечив ей преимущество над главным конкурентом — Sega Saturn. Игра считалась прямым соперником Daytona USA от Sega.
Критики высоко оценили Ridge Racer. Среди достоинств отмечались трехмерная графика с текстурированием, звуковое оформление, механика дрифта и аркадный геймплей. К недостаткам некоторые рецензенты относили слабый искусственный интеллект и отсутствие многопользовательского режима. В 1994 году вышло продолжение аркадной версии — Ridge Racer 2. Сиквел для PlayStation под названием Ridge Racer Revolution был выпущен в 1995 году в Японии и в 1996 году в Северной Америке и PAL-регионах. Ремиксы игрового саундтрека были изданы на альбоме Namco Game Sound Express Vol. 11.

## Игровой процесс
В главном меню игрок может выбирать трассу, автомобиль, тип коробки передач (автоматическая или шестиступенчатая механическая) и музыкальную композицию. Характеристики автомобилей различаются: некоторые обладают высокой максимальной скоростью, другие отличаются быстрым разгоном или хорошей управляемостью, а третьи представляют собой сбалансированное сочетание этих качеств. Ряд автомобилей назван в честь других игр компании Namco, таких как Solvalou, Mappy, Bosconian, Nebulasray и Xevious. Гонки проходят с видом от первого лица из кабины, а в версии для PlayStation также доступен вид сзади автомобиля. Поддерживается использование контроллера NeGcon от Namco. Ridge Racer — аркадная гоночная игра, поэтому столкновения не вызывают повреждений, а только замедляют автомобиль. В игре действует ограничение по времени: если оно истекает до завершения гонки, заезд прерывается.
Основу игры составляет одна трасса, доступная в четырёх вариациях: Новичок (англ. Novice), Промежуточный (англ. Intermediate), Продвинутый (англ. Advanced) и Заезд на время (англ. Time Trial). Последние два варианта отличаются удлинённой дистанцией. В большинстве режимов игрок соревнуется с одиннадцатью компьютерными соперниками, но в режиме Заезда на время присутствует только один оппонент. Сложность влияет на скорость автомобилей: чем выше уровень, тем быстрее движутся машины, при этом максимальная скорость достигается в режиме Заезда на время. Стандартная гонка включает три круга, за исключением трассы для новичков, где их два. На трассе расположены контрольные точки, пересечение которых увеличивает оставшееся время.
В версии для PlayStation после победы в гонке открывается возможность проехать трассу в обратном направлении. В режиме Испытания на время появляется дополнительный соперник — автомобиль 13th Racing, являющийся самым быстрым в игре. После победы над ним этот автомобиль становится доступен игроку. Версия для PlayStation также включает скрытый «зеркальный» вариант трасс, где левые повороты становятся правыми и наоборот. В аркадной версии после завершения игры рекорд победившего игрока сохраняется в виде повтора лучших моментов.
Также в версии для PlayStation во время загрузки игры доступна мини-игра Galaxian. Победа в ней открывает доступ к восьми дополнительным автомобилям. После завершения загрузки компакт-диск требуется только для воспроизведения шести музыкальных композиций. Диск можно заменить во время игрового процесса, однако это не влияет на содержание игры.

## Разработка
На выставке Ассоциации производителей развлекательного оборудования Японии (JAMMA), проходившей в Японии с 17 по 19 августа 1992 года, компания Namco представила гоночную игру SimRoad. Игра была разработана для аркадной системы Namco System 22 и являлась продолжением Eunos Roadster Driving Simulator — аркадного автосимулятора автомобиля Mazda MX-5, созданного Namco совместно с Mazda в 1990 году. SimRoad выделялась использованием полигональной трёхмерной графики с применением затенения по методу Гуро и текстурирования. После демонстрации на выставке и предварительного обзора в ноябрьском выпуске журнала Electronic Gaming Monthly игра получила ограниченный релиз в Японии в декабре 1992 года, но не вышла на массовый рынок. SimRoad послужила прототипом для Ridge Racer.
Разработка Ridge Racer заняла восемь месяцев. Команда разработчиков находилась под давлением, стремясь завершить проект раньше конкурентов. Дизайнер Фумихиро Танака отмечал, что «другая компания» (подразумевая Sega) находилась в схожей ситуации. Изначально Ridge Racer планировалась как гоночная игра в стиле Формулы-1, но эту концепцию заменили другой, основанной на популярном в то время тренде среди японских автолюбителей. Ёдзо Сакагами, генеральный менеджер Namco Bandai, пояснял, что энтузиасты любили гонки по горным дорогам и не хотели снижать скорость на поворотах, вместо этого проходя их в управляемом заносе. Поэтому команда решила создать игру, позволяющую игрокам проверить свои навыки вождения и прочувствовать управление автомобилем на высоких скоростях, осваивая технику дрифта. Команда не беспокоилась о том, как Ridge Racer будет воспринята за пределами Японии. Танака объяснял это тем, что тогда было наивное время, когда японские разработчики могли создавать игры для игроков в целом, а не для конкретных рынков.
При выпуске игры для аркадных автоматов компания Namco охарактеризовала Ridge Racer как «самую реалистичную гоночную игру». Игра отличалась использованием трёхмерной полигональной графики с наложением текстур. В Японии Ridge Racer была представлена на выставке AM Show в августе 1993 года.

### Ridge Racer Full Scale

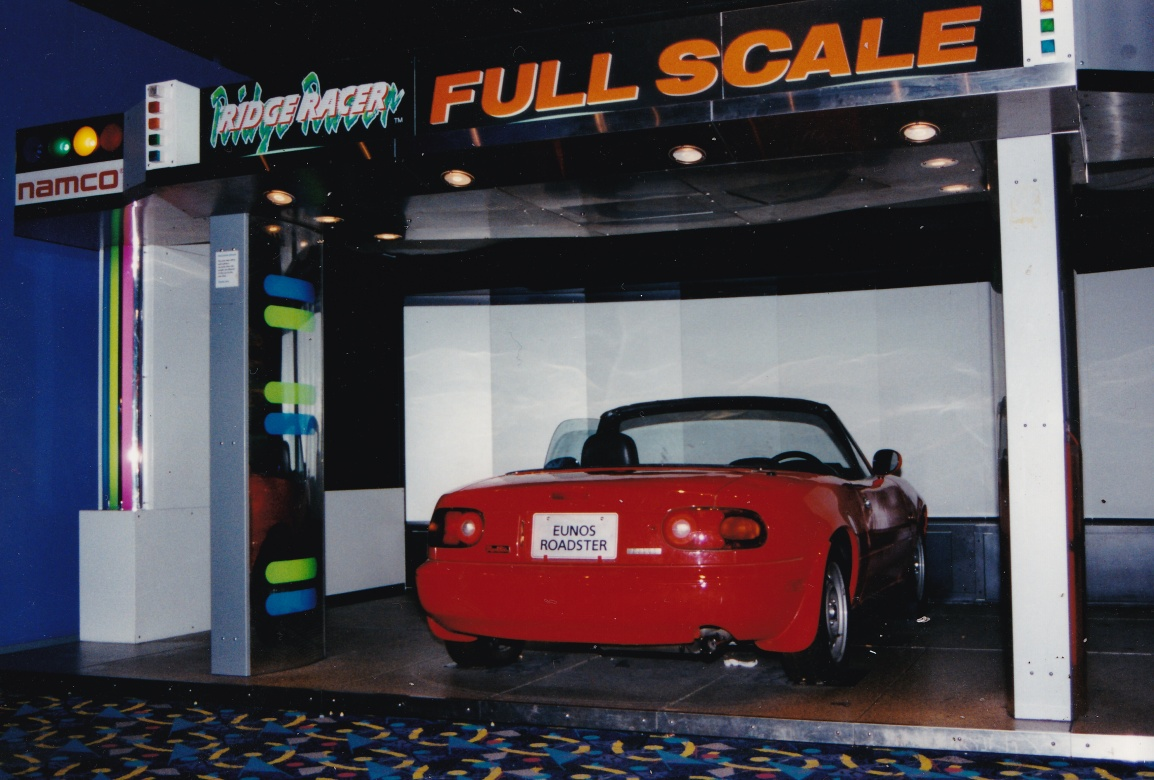
Ridge Racer Full Scale

В 1993 году вместе со стандартной аркадной версией была выпущена версия Ridge Racer Full Scale. Эта версия была разработана для обеспечения более реалистичных ощущений от вождения. Игроки (водитель и пассажир) размещались внутри адаптированного красного Eunos Roadster — японской праворульной версии Mazda MX-5 Miata — и управляли таким же автомобилем на экране. Игровой процесс разворачивался перед трехэкранным проекционным дисплеем шириной 3 метра, требующим приглушённого освещения. Руль, рычаг переключения передач и педали функционировали как элементы управления. Ключ зажигания использовался для запуска, спидометр и тахометр были рабочими, а встроенные в вентиляционные отверстия вентиляторы создавали эффект ветра. Динамики, скрытые внутри автомобиля, воспроизводили реалистичные звуки двигателя и шин, а колонки на потолке обеспечивали объёмное музыкальное сопровождение. Стоимость одного игрового автомата Ridge Racer Full Scale в 1994 году составляла 150 000 фунтов стерлингов или 230 000 долларов США.

### PlayStation
Разработка версии для PlayStation началась в апреле 1994 года. Из-за различий в аппаратном обеспечении игру пришлось создавать практически с нуля. Процесс занял почти столько же времени, сколько и разработка аркадной версии: к ноябрю была завершена лишь половина работы, а к декабрю графика была готова на 70 процентов. Над PlayStation-версией работала та же команда. Технические ограничения консоли создавали трудности в программировании: игра работала с более низким разрешением, меньшей частотой кадров (30 кадров в секунду для NTSC, 25 для PAL) и имела меньше деталей. Были разработаны специализированные графические библиотеки, так как стандартные, предоставленные Sony, считались слишком ограниченными. Визуальный директор Ёдзо Сакагами отмечал, что самым сложным элементом для переноса было ощущение вождения автомобиля. Предполагалось, что контроллер NeGcon обеспечит более аналоговое управление по сравнению со стандартным контроллером PlayStation. Сакагами беспокоился о времени загрузки из-за формата CD-ROM. Команда решила эту проблему, загружая все данные в память к моменту появления заставки и предлагая игроку поиграть в мини-игру Galaxian во время ожидания. Сакагами выбрал Galaxian, так как ранее работал над её аркадной версией и хотел отдать дань уважения своему бывшему начальнику. Благодаря более низкой стоимости производства CD, розничная цена игры была ниже, чем у картриджных игр, несмотря на увеличение затрат на разработку. Дизайн автомобиля 13th Racing, по словам Танаки, задумывался как футуристический, отражая представления команды о будущем спортивных автомобилей. Разработчики остановились на чёрном автомобиле, «которого никто раньше не видел», и на одном из этапов его даже прозвали «Тараканом» из-за его характеристик. Ходили слухи, что версия для PlayStation будет включать режим многопользовательской игры из Ridge Racer 2, но Namco опровергла эту информацию.
На выставке Electronic Entertainment Expo 1995 года была продемонстрирована версия Ridge Racer для PlayStation, и была отмечена за новаторское использование трёхмерной полигональной графики. Игра поступила в продажу в Японии 3 декабря 1994 года, в Северной Америке — 9 сентября 1995 года, а в Европе — 29 сентября 1995 года, став одним из стартовых проектов для консоли PlayStation.

### Музыка
Музыкальное сопровождение Ridge Racer создавалось одновременно с разработкой игры. Основным композитором выступил Синдзи Хосоэ, а также в работе участвовали Нобуёси Сано и Аяко Сасо. Первоначально наличие музыки в игре не предполагалось, однако разработчики решили включить композиции в жанрах техно, хардкор и габбер. По мнению Танаки, это способствовало созданию позитивной атмосферы во время игрового процесса. Хироси Окубо, ставший впоследствии постоянным композитором серии Ridge Racer, полагал, что техно-музыка передаёт ощущение энергии, движения и скорости, что соответствовало «нереалистичным скоростям и напряжению» игрового процесса. 21 января 1994 года в Японии лейблом Victor Entertainment был выпущен альбом Namco Game Sound Express Vol. 11, содержащий ремиксы музыкальных тем из игры.

## Оценки и мнения
| Иноязычные издания      | Иноязычные издания | Иноязычные издания  |
| Издание                 | Оценка             | Оценка              |
| Издание                 | Аркады             | PS                  |
| ----------------------- | ------------------ | ------------------- |
| AllGame                 | 4 из 5             | 4 из 5              |
| CVG                     | 80 %               | 96 %                |
| Dragon                  |                    | 2 из 5              |
| Edge                    | Positive           | 9 из 10             |
| EGM                     |                    | 17,5 из 20 18 из 20 |
| Famitsu                 |                    | 37 из 40            |
| Game Informer           |                    | 8,75 из 10          |
| GamePro                 |                    | 5 из 5              |
| IGN                     |                    | 7,5 из 10           |
| Next Generation         |                    | 4 из 5              |
| Coming Soon Magazine    |                    | 4,5 из 5            |
| The Electric Playground |                    | 10 из 10            |

### Аркадная версия
В Японии журнал Game Machine в выпуске от 1 декабря 1993 года назвал Ridge Racer самой успешной аркадной игрой месяца для вертикальных аркадных автоматов. В 1994 году она стала самой кассовой аркадной игрой в Японии. В Северной Америке, согласно данным Play Meter, Ridge Racer занимала третье место по популярности среди аркадных игр в феврале 1994 года. В Великобритании в начале 1994 года игра лидировала по сборам в лондонских аркадных залах.
После выхода в аркадных залах Ridge Racer получила высокую оценку критиков, особенно за графику и звук. После демонстрации на AM Show в августе 1993 года журнал Edge отметил, что специально разработанная система текстурирования и рендеринга в реальном времени создает самое фотореалистичное изображение из когда-либо виденных в аркадах. Также было отмечено, что Namco удалось затмить Virtua Racing от Sega. Журнал RePlay высоко оценил графику, назвав Ridge Racer «первой» видеоигрой с графикой «следующего поколения» с использованием текстурирования.
После европейского дебюта на выставке Amusement Trades Exhibition International (ATEI) в январе 1994 года Edge признал Ridge Racer визуально самой впечатляющей трёхмерной игрой на тот момент. В марте Пол Рэнд из Computer and Video Games дал игре высокую оценку, назвав ее «самой реалистичной аркадной игрой из когда-либо виденных». Сравнивая с Virtua Racing, он считал, что Ridge Racer имеет лучшую «сногсшибательную» графику, в то время как Virtua Racing превосходит её по игровому процессу.

### PlayStation
К 1995 году в Японии было реализовано 859 085 копий версии для PlayStation. На территории США продажи составили 609 422 единицы, из которых 60 958 были проданы в комплекте с консолью, а 548 464 — отдельно.
Версия для PlayStation также получила положительные отзывы критиков. В обзоре японского релиза GamePro назвал игру «почти точной копией оригинала», высоко оценив графику, саундтрек и возможность загрузки всей игры в оперативную память PlayStation. Это устраняло необходимость загрузок во время игры и позволяло использовать консоль как музыкальный CD-проигрыватель. Несмотря на критику графических сбоев и замедлений, игра была рекомендована к покупке. Next Generation высоко оценил точность воспроизведения аркадной версии, плавность графики и дополнительные автомобили. Отмечая недостаток разнообразия в характеристиках различных машин и отсутствие многопользовательского режима, рецензенты сочли игру в целом выдающейся. Они отметили, что Ridge Racer была ранним проектом для PlayStation, разработанным в сжатые сроки, что делало ее «отличным предвестником будущих игр». В обзоре североамериканского релиза GamePro отметил превосходство Ridge Racer над её конкурентом Daytona USA в графике, звуке и отзывчивости управления, назвав ее лучшей гоночной игрой для домашних систем на тот момент. Game Informer отметил реалистичность игры, заметив, что Ridge Racer лучше передает ощущение гонок на мощных автомобилях, чем любая другая существующая гоночная игра.
Рецензенты спортивного раздела Electronic Gaming Monthly положительно оценили игровой процесс и музыкальное оформление. Журнал Maximum отметил наличие только одной трассы и отсутствие зрелищных сцен аварий, как в Daytona USA, но похвалил ощущение плавности и скорости, «явно европейскую» танцевальную музыку, звуки двигателей и нереалистично преувеличенные приемы вождения. В 1996 году, через два года после выхода, IGN прокомментировал, что игра не потеряла актуальности, но указал на отсутствие режима для двух игроков и недостаточную дифференциацию характеристик автомобилей. Шон Сакенхейм из AllGame высоко оценил игру, особо отметив графику и звуковое сопровождение. Coming Soon Magazine похвалил «исключительно плавную и весьма реалистичную» графику, но раскритиковал игру за краткость. Виктор Лукас из The Electric Playground дал Ridge Racer максимальную оценку, заявив: «Впечатления от игры в RR превосходят ощущения, обычно ассоциируемые с другими гоночными видеоиграми. Я не могу достаточно подчеркнуть, насколько Ridge Racer достойна ваших затрат на видеоигры». Журнал Edge отметил «ослепительную» графику и «идеальное воспроизведение аркадной» музыки.
Несмотря на в целом положительные отзывы, Ridge Racer подверглась критике со стороны 1UP.com за аркадный стиль игрового процесса. Особое внимание критиков привлекло отсутствие полноценного искусственного интеллекта: движение компьютерных автомобилей ограничено заранее определенными точками маршрута. В 1995 году в журнале Dragon № 221 в колонке «Eye of the Monitor» Ди назвала игру «еще одной гоночной игрой».
В 1995 году Electronic Gaming Monthly присудил Ridge Racer звание «Лучшая гоночная игра года». В 1996 году журнал GamesMaster поместил игру на 23-е место в списке «100 лучших игр всех времен».

### Наследие
Ridge Racer неоднократно включалась в списки лучших игр всех времен различными изданиями и организациями. В 2001 году игра была отмечена журналом Game Informer. В 2005 году Yahoo включил Ridge Racer в свой список лучших игр. Electronic Gaming Monthly в 2006 году также признал игру одной из лучших. Книга рекордов Гиннесса дважды включала Ridge Racer в список величайших игр: в 2008 и 2009 годах. В 2010 году NowGamer отметил игру в своем рейтинге, а в 2012 году Ridge Racer попала в список лучших игр по версии журнала FHM.
Журналы RePlay и Play Meter назвали Ridge Racer первой аркадной игрой, использующей текстурированную трехмерную графику. По мнению Грега Ривза из Play Meter, технология текстурирования в Ridge Racer объединила «глубину, перспективу и ощущение расстояния» из Virtua Racing с улучшенной детализацией окружения, характерной для OutRunners. Это позволило достичь реалистичного изображения элементов ландшафта, таких как камни, деревья и дороги.
Ridge Racer существенно повлияла на разработку аркадной игры Daytona USA, созданной конкурирующей компанией Sega. Руководство Sega поставило перед разработчиками цель превзойти Ridge Racer. Однако, если Ridge Racer стремилась к симуляции, то Daytona USA была ориентирована на «веселые развлечения». Несмотря на различия в подходах, Daytona USA заимствовала некоторые элементы Ridge Racer, в частности, механику дрифта.
Ridge Racer положила начало успешной серии игр и способствовала росту популярности PlayStation. По мнению IGN, Ridge Racer стала «одним из первых проектов, продвигавших систему PlayStation» и отличным портом аркадной версии, продемонстрировавшим потенциал 32-битной игровой системы Sony. Майкл Хесс и Крис Планте из UGO Networks отметили, что игра подготовила почву для Gran Turismo, добавив возможность выбора между автоматической и ручной коробкой передач. Джон Дэвисон из 1UP.com назвал Ridge Racer «невероятной демонстрацией возможностей PlayStation».